# Audrey Diwan
Audrey Diwan (ur. 1980) – francuska reżyserka i scenarzystka filmowa pochodzenia libańskiego. 
Zanim zajęła się reżyserią, pracowała jako dziennikarka. Była również współscenarzystką filmów swojego męża Cédrica Jimeneza: Marsylski łącznik (2014), Kryptonim HHhH (2017) i Północny bastion (2020).
Jej debiutem reżyserskim był dramat obyczajowy Mais vous êtes fous (2019). Prawdziwy sukces przyniósł jej jednakże kolejny film, Zdarzyło się (2021). 
Obraz poświęcony był tematowi aborcji we Francji lat 60., gdy była ona w tym kraju wciąż jeszcze zakazana. Diwan zdobyła za film główną nagrodę Złotego Lwa na 78. MFF w Wenecji. Była za niego także nominowana do nagrody BAFTA i do Cezara.
Członkini jury konkursu głównego na 79. MFF w Wenecji (2022).

## Filmografia

### Reżyser
- 2019: Mais vous êtes fous
- 2021: Zdarzyło się (L'événement)[3]